# Spielzeugmuseum Trier
Das Spielzeugmuseum Trier wurde im Mai 1989 von dem Spielzeugsammler Rolf Scheurich und seiner Frau Heidi Scheurich, einer Puppensammlerin, zunächst in der Nagelstraße in Trier eröffnet. Es war seinerzeit das größte privat geführte Museum seiner Art in Deutschland. Bis zu seinem Verkauf im Jahr 2000 blieb es in Scheurichs Besitz; seitdem wird es von dem eigens zum Erhalt gegründeten gleichnamigen Verein geleitet. Im Oktober 2003 zog es in die „Steipe“ um, ein historisches Gebäude am Trierer Hauptmarkt.
Das Spielzeugmuseum zeigt mehr als 5000 Exponate, verteilt auf 500 m² und zwei Etagen. Es können unter anderem altes Blechspielzeug, Modelleisenbahnen, Puppenstuben, Kaufläden, Teddys, Dampfmaschinen und Schaukelpferde besichtigt werden. Das älteste Ausstellungsstück ist ein über 130 Jahre alter Tanzbär des französischen Spielzeugherstellers Fernand Martin.
Der Haupteingang befindet sich in der Dietrichstraße 51; für gehbehinderte Menschen ist ein Zugang über die Jakobstraße eingerichtet.